# أل آدمسون
أل آدمسون (بالإنجليزية: Al Adamson) (و. 1929 – 1995 م) هو مخرج أفلام، ومنتج أفلام، وممثل أفلام، وكاتب سيناريو أمريكي، ولد في هوليوود، بدأ مشواره المهني سنة 1965، توفي في إنديو، ريفيرسيدي، كاليفورنيا، عن عمر يناهز 66 عاماً.

## وصلات خارجية
- أل آدمسون على موقع IMDb (الإنجليزية)
- أل آدمسون على موقع ألو سيني (الفرنسية)
- أل آدمسون على موقع أول موفي (الإنجليزية)
- أل آدمسون على موقع قاعدة بيانات الأفلام السويدية (السويدية)
- أل آدمسون على موقع قاعدة بيانات الفيلم (الإنجليزية)
- أل آدمسون على موقع كينوبويسك (الروسية)